# British Masters
De British Masters is een golftoernooi dat als de Dunlop Masters is gestart en vanaf 1972 deel uit heeft gemaakt van de Europese PGA Tour.
Na het verdwijnen van Dunlop uit de titel van het toernooi, heeft het altijd de British Masters geheten, met daarvoor de naam van de hoofdsponsor. Van 17-20 september 2009 zou de 40ste editie worden gespeeld, door gebrek aan sponsors is het evenement geannuleerd.

## Winnaars
| Jaar                                       | Baan                     | Winnaar                      | Score          |
| Dunlop Masters                             | Dunlop Masters           | Dunlop Masters               | Dunlop Masters |
| ------------------------------------------ | ------------------------ | ---------------------------- | -------------- |
| 1970                                       | Royal Lytham & St. Annes | Brian Hugget                 | +8             |
| 1971                                       | St Pierre Golf, Chepstow | Maurice Bembridge            | -11            |
| 1972                                       | Northumberland GC        | Bob Charles                  | -11            |
| 1973                                       | St Pierre Golf, Chepstow | Tony Jacklin                 | -12            |
| 1974                                       | St Pierre Golf, Chepstow | Bernard Gallacher po         | -2             |
| 1975                                       | Ganton GC                | Bernard Gallacher            | +5             |
| 1976                                       | St Pierre Golf, Chepstow | Baldovino Dassu              | -13            |
| 1977                                       | Lindrick GC              | Guy Hunt po                  | +7             |
| 1978                                       | St Pierre Golf, Chepstow | Tommy Horton                 | -5             |
| 1979                                       | Woburn                   | Graham Marsh                 | -5             |
| 1980                                       | St Pierre Golf, Chepstow | Bernhard Langer              | -14            |
| 1981                                       | Woburn                   | Greg Norman                  | -15            |
| 1982                                       | St Pierre Golf, Chepstow | Greg Norman                  | -17            |
| Silk Cut Masters                           |                          |                              |                |
| 1983                                       | St Pierre Golf, Chepstow | Ian Woosnam                  | -15            |
| Dunhill British Masters                    |                          |                              |                |
| 1985                                       | Woburn                   | Lee Trevino                  | -10            |
| 1986                                       | Woburn                   | Severiano Ballesteros        | -13            |
| 1987                                       | Woburn                   | Mark McNulty                 | -14            |
| 1988                                       | Woburn                   | Sandy Lyle                   | -15            |
| 1989                                       | Woburn                   | Nick Faldo                   | -21            |
| 1990                                       | Woburn                   | Mark James                   | -18            |
| 1991                                       | Woburn                   | Severiano Ballesteros        | -13            |
| 1992                                       | Woburn                   | Christy O'Connor jr. po      | -18            |
| 1993                                       | Woburn, Duke's Course    | Peter Baker                  | -22            |
| 1994                                       | Woburn                   | Ian Woosnam                  | -17            |
| Collingtree British Masters                |                          |                              |                |
| 1995                                       | Collingtree Park Golf    | Sam Torrance                 | -18            |
| One 2 One British Masters                  |                          |                              |                |
| 1996                                       | Collingtree Park Golf    | Robert Allenby po            | -4             |
| 1997                                       | Marriott Forest of Arden | Greg Turner                  | -13            |
| 1998                                       | Marriott Forest of Arden | Colin Montgomerie            | -19            |
| Victor Chandler British Masters            |                          |                              |                |
| 1999                                       | Woburn                   | Bob May                      | -19            |
| 2000                                       | Woburn                   | Gary Orr                     | -21            |
| 2001                                       | Woburn                   | Thomas Levet po              | -14            |
| 2002                                       | Woburn                   | Justin Rose                  | -19            |
| The Daily Telegraph Damovo British Masters |                          |                              |                |
| 2003                                       | Marriott Forest of Arden | Greg Owen                    | -14            |
| 2004                                       | Marriott Forest of Arden | Barry Lane                   | -16            |
| The Daily Telegraph Dunlop Masters         |                          |                              |                |
| 2005                                       | Marriott Forest of Arden | Thomas Bjørn po              | -6             |
| Quinn Direct British Masters               |                          |                              |                |
| 2006                                       | The Belfry               | Johan Edfors                 | -11            |
| 2007                                       | The Belfry               | Lee Westwood                 | -15            |
| Quinn Insurance British Masters            |                          |                              |                |
| 2008                                       | The Belfry               | Gonzalo Fernández-Castaño po | -12            |
| 2009-2014: Geen toernooi                   |                          |                              |                |
| British Masters                            |                          |                              |                |
| 2015                                       | Woburn Golf Club         | n.n.b.                       |                |

- po  = geëindigd in play-off
- 2008: 3 holes play-off tegen Lee Westwood

## Winnaars van de Dunlop Masters (voor 1970)
| Jaar            | Baan                         | Winnaar                 | Score           |
| British Masters | British Masters              | British Masters         | British Masters |
| --------------- | ---------------------------- | ----------------------- | --------------- |
| 1946            | Stoneham Golf Club           | Bobby Locke James Adams | 286 (tie)       |
| 1947            | Little Aston Golf Club       | Arthur Lees             | 283             |
| 1948            | Sunningdale Golf Club        | Norman Von Nida         | 272             |
| 1949            | St Andrews                   | Charlie Ward            | 290             |
| 1950            | Hoylake                      | Dai Rees                | 281             |
| 1951            | The Wentworth Club           | Max Faulkner            | 281             |
| 1952            | Mere Golf & Country Club     | Harry Weetman           | 281             |
| 1953            | Sunningdale Golf Club        | Harry Bradshaw          | 272             |
| 1954            | Prince's Golf Club           | Bobby Locke             | 291             |
| 1955            | Little Aston Golf Club       | Harry Bradshaw          | 277             |
| 1956            | Prestwick Golf Club          | Christy O'Connor sr.    | 277             |
| 1957            | Notts Golf Club (Hollinwell) | Eric Brown              | 275             |
| 1958            | Little Aston Golf Club       | Harry Weetman           | 276             |
| 1959            | Portmarnock Golf Club        | Christy O'Connor Snr    | 277             |
| 1960            | Sunningdale Golf Club        | James Hitchcock         | 275             |
| 1961            | Royal Porthcawl Golf Club    | Peter Thomson           | 284             |
| 1962            | The Wentworth Club           | Dai Rees                | 278             |
| 1963            | Little Aston Golf Club       | Bernard Hunt            | 282             |
| 1964            | Royal Birkdale Golf Club     | Cobie le Grange         | 288             |
| 1965            | Portmarnock Golf Club        | Bernard Hunt            | 283             |
| 1966            | Lindrick Golf Club           | Neil Coles              | 278             |
| 1967            | Royal St George's Golf Club  | Tony Jacklin            | 274             |
| 1968            | Sunningdale Golf Club        | Peter Thomson           | 274             |
| 1969            | Little Aston Golf Club       | Cobie le Grange         | 281             |

Abama Open de Canarias ·
AGF Open ·
Allianz Open de Lyon ·
Andalucia Masters ·
ANZ Kampioenschap ·
Argentijns Open ·
Atlantic Open ·
Australian Masters ·
Ballantine's Kampioenschap ·
Barcelona Open ·
Belgisch Open ·
Benson & Hedges International Open ·
BMW Asian Open ·
Brazil Rio de Janeiro 500 Years Open ·
Brazil São Paulo 500 Years Open ·
British Masters ·
Callers of Newcastle ·
Cannes Open ·
Car Care Plan International ·
Castelló Masters ·
Celtic International ·
Dimension Data Pro-Am ·
Double Diamond International ·
Duits Open ·
El Bosque Open ·
El Paraiso Open ·
Engels Open ·
Epson Grand Prix of Europe ·
Estoril Open ·
Extremadura Open ·
German Masters ·
Girona Open ·
Glasgow Open ·
Great North Open ·
Greater Manchester Open ·
Greg Norman Holden International ·
GSI L'Equipe Open ·
Heineken Classic ·
Honda Open ·
Indian Masters ·
Indonesian Open ·
Iskandar Johor Open ·
Jersey Open ·
John Player Classic ·
John Player Trophy ·
Johnnie Walker Classic ·
Kerrygold International Classic ·
Kronenbourg Open ·
Lawrence Batley International ·
Madrid Masters ·
Madrid Open ·
Mallorca Open ·
Marokkaans Open ·
Martini International ·
Match Play Championship ·
Merseyside International Open ·
Monte Carlo Open ·
Murphy's Cup ·
Nelson Mandela Championship ·
New Zealand Open ·
Newcastle Brown "900" Open ·
NH Collection Open ·
Nordic Open ·
North West of Ireland Open ·
Oki Pro-Am ·
Open Catalonia ·
Open de Andalucía ·
Open de Baleares ·
Open de Sevilla ·
Open Mediterrania ·
Open Novotel Perrier ·
Penfold Tournament ·
Perth International Golf Championship ·
Piccadilly Medal ·
PLM Open ·
Portugees Open ·
Roma Masters ·
Saint-Omer Open ·
Sanyo Open ·
Sarazen World Open ·
Scandinavian Enterprise Open ·
Schots PGA Kampioenschap ·
Siciliaans Open ·
Singapore Masters ·
Skol Lager Individual ·
TCL Classic ·
Tenerife Open ·
The Championship at Laguna National ·
The Heritage ·
Timex Open ·
TPC of Europe ·
Trophée Lancôme ·
Tunesisch Open ·
Turespaña Masters ·
Uniroyal International Championship ·
Vodacom Players Championship ·
Volvo Golf Champions ·
Volvo Open ·
W.D. & H.O. Wills Tournament ·
Wang Four Stars ·
Welsh Golf Classic